# Olios ensiger
Olios ensiger là một loài nhện trong họ Sparassidae.
Loài này thuộc chi Olios. Olios ensiger được Frederick Octavius Pickard-Cambridge miêu tả năm 1900.